# Charles-Étienne Briseux
Charles-Étienne Briseux (Baume-les-Dames, 1680-París, 1754) fue un arquitecto francés.

## Biografía
Nació en 1680 en Baume-les-Dames. Briseux, que construyó el hôtel del fermier-général d'Augny, en el distrito parisino de Montmartre, fue más conocido por sus obras sobre teoría y estética, que disfrutaron de cierto renombre durante su vida e incluso hasta finales del siglo XVIII. Publicó obras como L' Architecture moderne ou l'Art de bien bâtir pour toutes sortes de personnes (1728), L'Art de bâtir des maisons de campagne, où l'on traite de leur distribution, de leur construction et de leur décoration (1743) y Traité du beau essentiel dans les arts, appliqué particulièrement à l'Architecture suivi d'un Traité des proportions harmoniques (1752). Falleció el 23 de septiembre de 1754 en París.